# Indian Springs Village
Indian Springs Village es una ciudad ubicada en el condado de Shelby, Alabama, Estados Unidos. Según el censo de 2020, tiene una población de 2481 habitantes.

## Demografía
En el 2000, los ingresos promedio de los hogares eran de $92.229 y los ingresos promedio de las familias eran de $96.760. Los ingresos per cápita eran de $37.904. Los hombres tenían un ingreso per cápita de $66.648 contra $42.222 para las mujeres.
De acuerdo con la estimación 2016-2020 de la Oficina del Censo, los ingresos promedio de los hogares son de $120.313 y los ingresos promedio de las familias son de $128.115.

## Geografía
Indian Springs Village está situada en las coordenadas 33°21′40″N 86°44′49″O / 33.36111, -86.74694 (33.361209, -86.746856).
Según la Oficina del Censo de los EE. UU., la ciudad tiene un área total de 10.13 km², de la que 10.04 km² son tierra y 0.09 km² son agua.